# Soli (Cipro)
Soli (in greco: Σόλοι, Sòloi) era un'antica città dell'isola Cipro, una delle dieci città-stato di Cipro i cui resti si trovano a sud-ovest di Morphou.

## Storia
Non è nota con certezza l'origine della città. Il nome Σόλοι le venne attribuito nel VI secolo dal re Filocipro in onore del legislatore ateniese Solone (in greco: Σόλων, Sòlon). Il re cipriota ribattezzò Σόλοι la città di Epea quando vi trasferì la capitale su consiglio dello stesso Solone. Nel 498 a.C. Soli, assieme a quasi tutte le città-stato di Cipro, si ribellarono all'impero persiano nell'ambito della rivolta ionia. Soli fu conquistata dall'esercito persiano e dalla flotta fenicia. Da quel momento decadde.

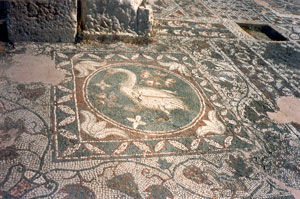
Soli, Mosaico nel pavimento dell'antica basilica

Soli si risollevò solo con la conquista di Roma (58 a.C.) grazie allo sfruttamento delle miniere di rame situate nei dintorni della città. Non è noto quando vi venne istituita, la sede vescovile, probabilmente nel IV secolo. Primo vescovo fu Ausibio, venerato come santo nel martirologio romano e la cui ricorrenza è fissata al 19 febbraio. Altri affermano che il primo vescovo sia stato sant'Eusebio nel I secolo, avendo ricevuto il battesimo da San Marco evangelista. Non è noto quando la diocesi fu soppressa; probabilmente dopo l'invasione di Cipro da parte dagli Arabi fra il 647 e il 649; la diocesi di Soli è ora un titolo vescovile in partibus conferito dalla Santa Sede. Come altre località dell'isola, durante l'invasione araba Soli fu saccheggiata e molti edifici distrutti. Soli venne riconquistata dai bizantini nel 964 sotto l'imperatore Niceforo II Foca. Seguì poi le vicende dell'isola di Cipro. Dal 1974 il territorio di Soli è di fatto parte della cosiddetta Repubblica Turca di Cipro del Nord.

## Archeologia
I resti più importanti di Soli risalgono all'età romana. I reperti più importanti sono i resti di una basilica romana e i resti di un teatro, entrambi del I secolo.
- La basilica venne trasformata in chiesa nel IV secolo. Le strutture murarie sono mancanti o molto deteriorate. I resti sono protetti da una struttura in cemento armato aperta ai lati. Sono tuttavia ben visibili i resti dei pavimenti decorati a mosaico; in particolare sono apprezzati un mosaico raffigurante un cigno con motivi floreali e un mosaico raffigurante quattro delfini.
- Il teatro romano è stato in gran parte ricostruito nel XX secolo. L'originale fu quasi tutto demolito e il materiale asportato e utilizzato per costruire il bacino di Porto Said alla fine dell''800. Quando era integro era in grado di contenere circa 4000 spettatori.